# B. J. Rosenberg
Brian James Rosenberg (né le 17 septembre 1985 à Newport News, Virginie, États-Unis) est un lanceur droitier des Ligues majeures de baseball qui évolue de 2012 à 2014 pour les Phillies de Philadelphie.

## Carrière
Joueur à l'Université de Louisville dans le Kentucky, B. J. Rosenberg est drafté en 13e ronde par les Phillies de Philadelphie en 2008.
Rosenberg fait ses débuts dans le baseball majeur le 9 juin 2012 avec les Phillies. Il alterne entre les majeures et les ligues mineures de 2012 à 2014 et, durant cette période, dispute 57 matchs des Phillies, tous sauf un comme lanceur de relève. Il est lanceur partant une seule fois : lors de son dernier match de la saison 2012. En 56 manches et deux tiers lancées au total pour Philadelphie, il maintient une moyenne de points mérités de 5,72 avec 4 victoires, deux défaites et un sauvetage.